# Teresina Atlético Clube
O Teresina Atlético Clube é um clube brasileiro de futebol, sediado na cidade de Teresina, capital do estado do Piauí. Atualmente disputa o Campeonato Piauiense de Futebol Feminino de 2019.

## Campanhas
- Campeonato Piauiense Feminino
  - Vice-Campeão: 2 vezes (2018 e 2019)

1. ↑  «Campeonato Piauiense de Futebol Feminino de 2019». Federação de Futebol do Piauí. Federação de Futebol do Piauí. Consultado em 8 de dezembro de 2019